# Lista de episódios de Dora the Explorer
Esta é uma lista contendo todos os episódios da série Dora the Explorer.
| Temporada | Estreia                | Término                | Episódios |
| --------- | ---------------------- | ---------------------- | --------- |
| 1         | 14 de agosto de 2000   | 15 de outubro de 2001  | 26        |
| 2         | 11 de março de 2002    | 14 de julho de 2003    | 26        |
| 3         | 3 de junho de 2003     | 6 de outubro de 2005   | 24        |
| 4         | 1 de outubro de 2004   | 25 de junho de 2007    | 20        |
| 5         | 7 de setembro de 2008  | 6 de novembro de 2010  | 16        |
| 6         | 5 de novembro de 2010  | 3 de fevereiro de 2012 | 14        |
| 7         | 2 de fevereiro de 2012 | 16 de janeiro de 2013  | 18        |
| 8         | 18 de março de 2013    | 10 de abril de 2015    | 18        |

## 1ª temporada (2000-2001)
| # | Título                                                                   | Data de estreia        | Cód. de produção |
| --- | ------------------------------------------------------------------------ | ---------------------- | ---------------- |
| 1 | "A Lenda da Grande Galinha Vermelha" "The Legend of the Big Red Chicken" | 14 de agosto de 2000   | 101              |
| Dora e Botas venturam para encontrar a Grande Galinha Vermelha depois de ler uma história sobre ela para descobrir se ela é real!                                                |                                                                          |                        |                  |
| 2 | "Achados e Perdidos" "Lost and Found"                                    | 15 de agosto de 2000   | 102              |
| Dora e Botas precisam reunir um bebê passarinho azul com sua mãe. |                                                                          |                        |                  |
| 3 | "O apito do trem" "Choo Choo"                                            | 11 de setembro de 2000 | 103              |
| Dora e Botas ajudam Blue, o pequeno trem azul, a ganhar uma corrida. |                                                                          |                        |                  |
| 4 | "Que som é esse?" "Hic-Boom-Ohhh"                                        | 21 de agosto de 2000   | 104              |
| Os dois partiram para investigar a origem de um som engraçado. |                                                                          |                        |                  |
| 5 | "Todos queremos tomar sorvete" "We All Scream For Ice Cream"             | 4 de setembro de 2000  | 105              |
| Dora e Botas precisam ir para a ilha do cone, se eles querem sorvete. |                                                                          |                        |                  |
| 6 | "Os Três Porquinhos" "Three Little Piggies"                              | 25 de setembro de 2000 | 106              |
| Dora e Botas localizam o local de seus presentes roubados para os três porquinhos.                                                                                               |                                                                          |                        |                  |
| 7 | "Ilha do Tesouro" "Treasure Island"                                      | 18 de setembro de 2000 | 107              |
| Dora e Botas encontram uma chave para uma arca do tesouro, e com a ajuda do papagaio, eles procuram o baú do tesouro.                                                            |                                                                          |                        |                  |
| 8 | "Praias" "Beaches"                                                       | 28 de agosto de 2000   | 108              |
| Dora e Botas decidem ir nadar na praia. |                                                                          |                        |                  |
| 9 | "Rio Grande" "Big River"                                                 | 9 de outubro de 2000   | 109              |
| Botas acidentalmente perde uma de suas botas, e ele e Dora devem recuperá-lo antes que desapareça em uma cachoeira.                                                              |                                                                          |                        |                  |
| 10 | "Caça as Berries" "Berry Hunt"                                           | 30 de outubro de 2000  | 110              |
| Dora e Botas buscam as blueberries no Monte Blueberry... onde o Raposo bisbilhoteiro vive.                                                                                       |                                                                          |                        |                  |
| 11 | "Desejos de Wizzle" "Wizzle Wishes"                                      | 13 de novembro de 2000 | 111              |
| Dora e Botas ajudam Wizzle a recuperar seus desejos perdidos. |                                                                          |                        |                  |
| 12 | "Casa da Vovó" "Grandma's House"                                         | 13 de novembro de 2000 | 112              |
| Dora e Botas devem trazer uma cesta de alimentos para Grandma. |                                                                          |                        |                  |
| 13 | "Surpresa" "Surprise"                                                    | 20 de novembro de 2000 | 113              |
| Dora comemora uma grande festa surpresa para o Botas. |                                                                          |                        |                  |
| 14 | "Fita Adesiva" "Sticky Tape"                                             | 27 de novembro de 2000 | 114              |
| Dora e Botas precisam obter a fita adesiva para Benny após seu balão ficar com um furo.                                                                                          |                                                                          |                        |                  |
| 15 | "Bola Saltitante" "Bouncing Ball"                                        | 4 de dezembro de 2000  | 115              |
| Dora e Botas perseguem a bola super saltitante de Botas antes de parar em um vulcão.                                                                                             |                                                                          |                        |                  |
| 16 | "Mochila" "Backpack"                                                     | 11 de dezembro de 2000 | 116              |
| Dora diz o telespectador sobre como ela ganhou a Mochila. |                                                                          |                        |                  |
| 17 | "Peixe Fora d'Água" "Fish Out of Water"                                  | 25 de dezembro de 2000 | 117              |
| Dora e Botas ajudam um peixinho, preso em uma associação da maré e ajudá-lo de volta para casa.                                                                                  |                                                                          |                        |                  |
| 18 | "Bugga Bugga" "Bugga Bugga"                                              | 18 de dezembro de 2000 | 118              |
| Dora e Botas ajudam o inseto chamado Mummy Bugga Bugga a chegar em casa com um bolinho para alimentar seus bebês.                                                                |                                                                          |                        |                  |
| 19 | "A estrelinha" "Little Star"                                             | 22 de janeiro de 2001  | 119              |
| Dora e Botas devem colocar uma estrela de volta para o céu depois que um cometa fugitivo acidentalmente derrubou-la.                                                             |                                                                          |                        |                  |
| 20 | "Dora Salva o Príncipe" "Dora Saves the Prince"                          | 5 de fevereiro de 2001 | 120              |
| Os dois introduzem um livro de histórias para resgatar um príncipe, que está preso em uma torre alta por uma bruxa malvada que não permite que os brinquedos em sua propriedade. |                                                                          |                        |                  |
| 21 | "O sapo" "El Coqui"                                                      | 2 de maio de 2001      | 121              |
| Dora e Botas encontram um sapo que se perde de sua casa e não pode cantar até que ele esteja lá.                                                                                 |                                                                          |                        |                  |
| 22 | "A Árvore de Chocolate" "The Chocolate Tree"                             | 3 de maio de 2001      | 122              |
| Dora e Botas procuram a árvore de chocolate e um presente para Grandma. |                                                                          |                        |                  |
| 23 | "I Love You" "Te Amo"                                                    | 1 de outubro de 2001   | 123              |
| Um mago do mal transformou o casal real Rei Popo e Rainha Maria em montanhas, e Dora e Botas partem para reverter o feitiço.                                                     |                                                                          |                        |                  |
| 24 | "Flauta de Pablo" "Pablo's Flute"                                        | 8 de outubro de 2001   | 124              |
| Dora e Botas partem para devolver flauta mágica de um menino e reverter uma seca devastadora.                                                                                    |                                                                          |                        |                  |
| 25 | "Para a Casa da Árvore" "To The Treehouse"                               | 4 de maio de 2001      | 125              |
| Dora e Botas ajudam seus amigos a chegar a casa da árvore para uma festa. |                                                                          |                        |                  |
| 26 | "Me Chame de Sr. Charada" "Call Me Mr. Riddles"                          | 15 de outubro de 2001  | 126              |
| Botas está confiante de que pode resolver as charadas muito mais bobas quando ele e Dora são escolhidos para completar em um concurso de charadas na montanha mais alta.         |                                                                          |                        |                  |

## 2ª temporada (2002-2003)
| # | Título                                                 | Data de estreia        | Cód. de produção |
| --- | ------------------------------------------------------ | ---------------------- | ---------------- |
| 27 | "A Grande Tempestade" "The Big Storm"                  | 11 de março de 2002    | 201              |
| Dora e Botas avisam seus amigos de uma nuvem de tempestade que se aproxima. |                                                        |                        |                  |
| 28 | "Rápido, Tico" "Rápido, Tico!"                         | 24 de setembro de 2002 | 202              |
| Caminhão de Bombeiros de brinquedo de Botas se perde no topo da Montanha Nevada, Dora e Botas, juntamente com o seu amigo Tico precisam recuperá-lo antes que o Raposo pegue.                    |                                                        |                        |                  |
| 29 | "O Galho Mágico" "The Magic Stick"                     | 12 de março de 2002    | 203              |
| Dora e Botas encontram um galho mágico. |                                                        |                        |                  |
| 30 | "A Peça que Faltava" "The Missing Piece"               | 18 de março de 2002    | 204              |
| Dora e Botas ajudam o mago do quebra-cabeça, The Enchanter, a encontrar a sua varinha mágica que faltava.                                                                                        |                                                        |                        |                  |
| 31 | "Squeaky Perdido" "Lost Squeaky"                       | 25 de março de 2002    | 205              |
| Dora e Botas vão ao gêiser grudento para salvar o brinquedo de banho Squeaky de Botas. |                                                        |                        |                  |
| 32 | "Rojo, o Caminhão de Bombeiros" "Rojo, the Fire Truck" | 19 de março de 2002    | 206              |
| Dora e Botas se juntam ao Rojo, o caminhão de bombeiros vermelho, em sua primeira missão para salvar um gatinho preso em uma árvore.                                                             |                                                        |                        |                  |
| 33 | "Mapa Perdido" "Lost Map"                              | 16 de abril de 2002    | 207              |
| Uma grande ave confunde Mapa com um graveto e voa com ele para um ninho no topo da montanha Altíssima, e cabe a Dora e Botas resgatar seu amigo.                                                 |                                                        |                        |                  |
| 34 | "Dia das Mães" "El Dia De Las Madres"                  | 8 de abril de 2002     | 208              |
| Dora e Botas reunem os ingredientes em falta para o bolo do Dia das Mães. |                                                        |                        |                  |
| 35 | "Os Exploradores de Ouro" "The Golden Explorers"       | 1 de abril de 2002     | 209              |
| Dora e seus amigos formam um time de futebol e jogam contra os grandes dinossauros. |                                                        |                        |                  |
| 36 | "Um Presente para o Papai Noel" "A Present for Santa"  | 24 de dezembro de 2002 | 210              |
| Dora e Botas vão ao Pólo Norte para entregar um presente ao Papai Noel. |                                                        |                        |                  |
| 37 | "Doutora Dora" "Doctor Dora"                           | 26 de março de 2002    | 211              |
| Dora e Botas, juntamente com os seus amigos de confiança Mochila e Mapa, precisam ajudar Benny, que está doente.                                                                                 |                                                        |                        |                  |
| 38 | "Pony, o Pônei Expresso" "Pinto, the Pony Express"     | 18 de setembro de 2002 | 212              |
| Dora e Botas é um cowboy e uma cowgirl que montam em seu fiel amigo Pony o pônei em todo o oeste selvagem para entregar os biscoitos de cowboy para Benny.                                       |                                                        |                        |                  |
| 39 | "Lion, o Leão do Circo" "León, the Circus Lion"        | 14 de julho de 2003    | 213              |
| Dora e Botas ajudam Lion, o leão do circo, que tem um talento incomum de malabarismo e monociclo, para se juntar ao circo.                                                                       |                                                        |                        |                  |
| 40 | "A Grande Pinhata" "The Big Piñata"                    | 19 de setembro de 2002 | 214              |
| Dora e Botas precisam coletar dez tíquetes amarelos no carnaval para ganhar o grande prêmio: uma grande pinhata que contém uma surpresa.                                                         |                                                        |                        |                  |
| 41 | "O Velho Duende Feliz" "The Happy Old Troll"           | 20 de setembro de 2002 | 215              |
| Dora e Botas tentam encontrar todas as coisas que fazem o Velho Rabugento Duende não tão mal-humorado.                                                                                           |                                                        |                        |                  |
| 42 | "Super Mapa" "Super Map"                               | 14 de outubro de 2002  | 216              |
| Mapa encontra uma capa mágica que lhe dá superpoderes. Agora, usando suas novas superpotências, Mapa deve levar Dora e Botas para a casa de Dora para que seu pai pode mostrar-lhe uma surpresa! |                                                        |                        |                  |
| 43 | "Uma Carta para o Raposo" "A Letter for Swiper"        | 20 de janeiro de 2003  | 217              |
| Dora e Botas entregam uma carta ao Raposo quando o pássaro entrega e acidentalmente quebra seus óculos. Ao longo do caminho, eles entregam cartas a seus amigos que contêm diferentes surpresas. |                                                        |                        |                  |
| 44 | "A barreira" "To The Monkey Bars"                      | 28 de abril de 2003    | 218              |
| Dora tem um segredo; ela nunca conquistou as barras do macaco. Se ela quiser tentar novamente, ela e Botas precisam correr para o parquinho.                                                     |                                                        |                        |                  |
| 45 | "Dora, a música" "Dora, La Musico"                     | 27 de janeiro de 2003  | 219              |
| Dora e Botas vão a um desfile para libertar instrumentos musicais que foram presos por Mister Shush, que não permite a música na sua aldeia.                                                     |                                                        |                        |                  |
| 46 | "Brincando de esconde-esconde" "Hide and Go Seek"      | 5 de maio de 2003      | 220              |
| Dora joga um jogo competitivo de esconde-esconde com seus amigos, a fim de ganhar um troféu. |                                                        |                        |                  |
| 47 | "Clique!" "Click!"                                     | 5 de novembro de 2002  | 221              |
| Com sua nova câmera, Dora e Botas tiram fotos para um concurso. |                                                        |                        |                  |
| 48 | "Caça os Ovos" "Egg Hunt"                              | 20 de abril de 2003    | 222              |
| Dora e Botas caçam para cascarones - ovos de páscoa com confetes e prêmios. |                                                        |                        |                  |
| 49 | "Super Espiões: Parte 1" "Super Spies"                 | 24 de abril de 2003    | 223              |
| Dora e Botas precisam parar o Raposo de pegar bolinhos de Isa. |                                                        |                        |                  |
| 50 | "O bichinho de estimação" "School Pet"                 | 12 de maio de 2003     | 224              |
| Dora e Botas buscam por Mimo, hamster da escola, quando ele vai faltar. |                                                        |                        |                  |
| 51 | "De Quem é o Aniversário?" "Whose Birthday Is It?"     | 26 de maio de 2003     | 225              |
| Dora e Botas vão à festa de aniversário de alguém depois de seguir um balão de aniversário misterioso.                                                                                           |                                                        |                        |                  |
| 52 | "Quack! Quack!" "Quack! Quack!"                        | 19 de maio de 2003     | 226              |
| Dora e Botas resgatam um bebê patinho que tem magicamente ganho de vida em seu livro de colorir.                                                                                                 |                                                        |                        |                  |

## 3ª temporada (2003-2005)
| # | Título                                                  | Data de estreia        | Cód. de produção | Estrela aventureira            |
| --- | ------------------------------------------------------- | ---------------------- | ---------------- | ------------------------------ |
| 53 | "Dora Tinha um Carneirinho" "Dora Had a Little Lamb"    | 26 de agosto de 2003   | 301              | Brilhante                      |
| Dora e Botas saltam para um livro de rimas para ajudar um carneirinho voltar a sua proprietária, Maria.                                                                                 |                                                         |                        |                  |                                |
| 54 | "Caminhão Preso" "Stuck Truck"                          | 8 de outubro de 2003   | 302              | Barulhenta                     |
| Botas chama amigos de caminhão para uma missão de resgate para ajudar um caminhão de sorvete preso no barranco no parquinho.                                                            |                                                         |                        |                  |                                |
| 55 | "Mais Alto!" "Louder!"                                  | 21 de abril de 2004    | 303              | Barulhenta                     |
| Dora e Botas ajudam o pequeno galo vermelho a chegar ao monte altíssimo para acordar o sol.                                                                                             |                                                         |                        |                  |                                |
| 56 | "Roberto, o Robô" "Roberto the Robot"                   | 9 de outubro de 2003   | 304              | Ferramenta                     |
| Dora e Botas ajudam um robô chamado Roberto, que está perdido. |                                                         |                        |                  |                                |
| 57 | "A Grande Batata" "The Big Potato"                      | 10 de outubro de 2003  | 305              | Mágica                         |
| Benny acidentalmente se transforma em uma batata utilizando uma varinha mágica de um jovem bruxo amigável. Agora, Dora e Botas devem chegar ao castelo do mago para reverter o feitiço. |                                                         |                        |                  |                                |
| 58 | "Viagem ao Planeta Roxo" "Journey to the Purple Planet" | 28 de outubro de 2003  | 306              | ASA                            |
| Dora e Botas viajam ao espaço sideral para ajudar os cinco visitantes do espaço chamados Flinky, Inky, Pinky, Dinky e Al a voltar ao planeta roxo.                                      |                                                         |                        |                  |                                |
| 59 | "A Cidade Perdida" "The Lost City"                      | 3 de junho de 2003     | 307              | WooHoo                         |
| Dora e Botas viajam para a Cidade Perdida, onde esperam encontrar ausente ursinho de Dora e quase outras coisas favoritas de todos.                                                     |                                                         |                        |                  |                                |
| 60 | "Conheça Diego" "Meet Diego"                            | 7 de outubro de 2003   | 308              | Foguete                        |
| Dora introduz Botas e o espectador a seu primo mais velho Diego, UM SALVADOR DE AMINAIS . Dora e Botas voluntários ajudam-lo quando o Bebê Onça fica preso pela borda de uma cachoeira. |                                                         |                        |                  |                                |
| 61 | "Salve os Cãezinhos" "Save the Puppies"                 | 14 de outubro de 2003  | 309              | Jumper                         |
| Dora e Botas se teletransportam para um console de videogame portátil para proteger os cem cãezinhos de ser capturado por um caçador de cães.                                           |                                                         |                        |                  |                                |
| 62 | "Por favor!" "Por Favor!"                               | 15 de outubro de 2003  | 310              | Deslizante                     |
| Dora e Botas partem para contar palavras mágicas de Kinkajou para cumprir seu destino de se tornar um rei.                                                                              |                                                         |                        |                  |                                |
| 63 | "Bebê Dino" "Baby Dino"                                 | 22 de outubro de 2003  | 311              | Super, Ultra e Mega            |
| Dora, Botas e Diego ajudam um bebê dinossauro a voltar para a ilha dino. |                                                         |                        |                  |                                |
| 64 | "Dia Especial de Botas" "Boots' Special Day"            | 24 de outubro de 2003  | 312              | Arte                           |
| Mais do que tudo, em seu dia especial, Botas quer visitar seu pai no trabalho. |                                                         |                        |                  |                                |
| 65 | "Polo Sul" "To The South Pole"                          | 27 de outubro de 2003  | 313              | Ice                            |
| Dora e amigos ajudam um bebê pinguim a voltar para o pólo sul. |                                                         |                        |                  |                                |
| 66 | "Dora Salva o Jogo" "Dora Saves the Game"               | 11 de novembro de 2003 | 314              | Barulhenta                     |
| Prima Daisy de Dora está jogando um jogo de futebol. Mas quando a equipe de Daisy, os tigres amarelos, tem um jogador a menos, Daisy conta com Dora para jogar em sua equipe.           |                                                         |                        |                  |                                |
| 67 | "Buu!" "Boo!"                                           | 29 de outubro de 2003  | 315              | Disco                          |
| Dora e Botas atendem um monstrinho quando dizem travessura ou gostosura. |                                                         |                        |                  |                                |
| 68 | "O Que Acontece Depois?" "What Happens Next?"           | 16 de outubro de 2003  | 316              | Ventania                       |
| Dora e Botas imaginam a continuação dos contos de fadas. |                                                         |                        |                  |                                |
| 69 | "Resgate, Resgate, Resgate!" "Rescue, Rescue, Rescue!"  | 13 de outubro de 2003  | 317              | ASA                            |
| Dora e Botas devem resgatar três amigos, mas Bebê Onça, Isa, e Benny estão em pânico cada vez que vê algo perigoso, então Dora ensina-los a tomar respirações profundas.                |                                                         |                        |                  |                                |
| 70 | "Dinossauro do Botas" "Boots' Cuddly Dinosaur"          | 19 de abril de 2004    | 318              | Macia                          |
| Botas precisa encontrar o seu dinossauro fofinho a tempo para uma festa do pijama. |                                                         |                        |                  |                                |
| 71 | "Party Super Divertida" "The Super Silly Fiesta"        | 12 de abril de 2004    | 319              | Engraçada                      |
| A Grande Galinha Vermelha está hospedando uma Party Super Divertida, mas o bolo está faltando.                                                                                          |                                                         |                        |                  |                                |
| 72 | "A Máquina Conserta Tudo" "The Fix-It Machine"          | 17 de outubro de 2003  | 320              | Disco                          |
| Botas tem um buraco em uma de suas botas. Ao longo do caminho para a máquina conserta tudo, Dora e Botas encontram outros amigos com coisas que precisam consertar.                     |                                                         |                        |                  |                                |
| 73 | "Botas joga baseball" "Baseball Boots"                  | 23 de outubro de 2003  | 321              | Beisebol                       |
| Dora e Botas querem jogar beisebol. |                                                         |                        |                  |                                |
| 74 | "Melhores Amigos" "Best Friends"                        | 6 de outubro de 2005   | 322              | Foguete                        |
| Dora e Botas pretendem se reunir mutuamente na rocha arco-íris para ter piquenique do dia dos melhores amigos.                                                                          |                                                         |                        |                  |                                |
| 75 | "ABC dos animais" "ABC Animals"                         | 22 de abril de 2004    | 323              | ASA                            |
| Dora e Botas entram num livro alfabeto e veem todos os outros animais (de A a Z) que estão ausentes, exceto para Armadillo.                                                             |                                                         |                        |                  |                                |
| 76 | "Profissão do dia" "Job Day"                            | 20 de abril de 2004    | 324              | Police, Confeiteira e Beisebol |
| Dora e Botas experimentam diferentes profissões. |                                                         |                        |                  |                                |

## 4ª temporada (2004-2007)
| # | Título                                                                            | Data de estreia         | Cód. de produção | Estrela aventureira            |
| --- | --------------------------------------------------------------------------------- | ----------------------- | ---------------- | ------------------------------ |
| 77 | "Caçador de Estrelas" "Star Catcher"                                              | 6 de outubro de 2004    | 401              | WooHoo                         |
| Dora recebe um bolso da estrelas da sua Grandma e aprende a pegar as estrelas, mas é roubado por um príncipe de prender a estrela, graças ao Raposo, que amarrou o balão a ele.                                                 |                                                                                   |                         |                  |                                |
| 78 | "Primeira Aventura de Dora" "Dora's First Trip"                                   | 7 de abril de 2006      | 402              | ASA                            |
| Dora conta quando conheceu Botas e o resto de seus amigos, bem como a sua primeira exploração: trazendo instrumentos do Trio Party de volta para eles para que eles possam apresentar com a abelha rainha.                      |                                                                                   |                         |                  |                                |
| 79 | "Montanha Estrela" "Star Mountain"                                                | 22 de fevereiro de 2005 | 403              | Brilhante                      |
| Dora precisa ir para a Montanha das Estrelas, onde Raposo pegou e jogou o colar. |                                                                                   |                         |                  |                                |
| 80 | "Super Espiões 2: A Máquina de Pegar Coisas" "Super Spies 2: The Swiping Machine" | 23 de julho de 2005     | 404              | Brilhante                      |
| Dora e amigos precisa parar Raposo e sua nova invenção de pegar presentes de Tico. |                                                                                   |                         |                  |                                |
| 81 | "A professora de música" "La Maestra De Musica"                                   | 22 de novembro de 2004  | 405              | ASA                            |
| Dora ajuda a sua professora de música a ir para a escola quando sua bicicleta quebra. |                                                                                   |                         |                  |                                |
| 82 | "Daisy, a debutante" "Daisy, La Quinceañera"                                      | 1 de outubro de 2004    | 406              | Police, Confeiteira e Beisebol |
| É aniversário de 15 anos da prima Daisy e Dora tem que trazer coroa e sapatos para o aniversário de Daisy. Mas a busca não é construída para apenas uma ou duas pessoas, porque Dora e Botas obterão ajuda ao longo do caminho. |                                                                                   |                         |                  |                                |
| 83 | "Salvando Diego" "Save Diego"                                                     | 23 de janeiro de 2006   | 407              | ASA                            |
| Diego salvou animais, mas agora ele é o único que precisa ser salvo porque ele acidentalmente acabou em um penhasco ao resgatar um abutre e se ele cai fora do penhasco, ele é perfurado por uma grande pilha de cactos!        |                                                                                   |                         |                  |                                |
| 84 | "Rugido do Bebê Onça" "Baby Jaguar's Roar"                                        | 2 de junho de 2006      | 408              | ASA                            |
| Dora e Botas ajudam a resgatar o amigo do Bebê Onça, Bebê Urso, preso no topo da grande montanha. |                                                                                   |                         |                  |                                |
| 85 | "Uma coroa para o rei Bobo" "A Crown for King Juan el Bobo"                       | 3 de outubro de 2005    | 409              | ASA                            |
| Dora e Botas ajudam o esquecido Rei Juan the Silly a encontrar sua coroa a tempo para a festa de aniversário de sua esposa. |                                                                                   |                         |                  |                                |
| 86 | "O cãozinho de Dora" "Dora's Got a Puppy"                                         | 16 de maio de 2005      | 410              | ASA                            |
| Dora e Botas devem impedir Raposo de pegar o presente da Grandma do cãozinho recentemente adotado de Dora, Puppy. |                                                                                   |                         |                  |                                |
| 87 | "Dora, a irmã mais velha" "Big Sister Dora"                                       | 21 de março de 2005     | 411              | ASA                            |
| Dora e Botas correm para casa depois de saber que Mummy está grávida. |                                                                                   |                         |                  |                                |
| 88 | "Botas ao Resgate" "Boots to the Rescue"                                          | 6 de novembro de 2006   | 412              | ASA                            |
| Botas precisam trazer canção de Dora para Dora em sua escola, quando ela esquece. |                                                                                   |                         |                  |                                |
| 89 | "Super Bebês" "Super Babies"                                                      | 28 de março de 2005     | 413              | ASA                            |
| Os super bebês tentam obter suas papinhas de bananas dos bebês de volta do Raposo. |                                                                                   |                         |                  |                                |
| 90 | "Somos um time" "We're a Team!"                                                   | 20 de maio de 2005      | 414              | ASA                            |
| Dora e amigos formam uma equipe para ganhar uma corrida. |                                                                                   |                         |                  |                                |
| 91 | "Estações Misturadas" "The Mixed-Up Seasons"                                      | 5 de outubro de 2005    | 415              | ASA                            |
| Quando um boneco de neve aparece na praia no meio do verão, Dora e Botas precisam ajudar o boneco de neve (e outros) a chegar à estação certa.                                                                                  |                                                                                   |                         |                  |                                |
| 92 | "O tímido Arco-Íris" "The Shy Rainbow"                                            | 11 de janeiro de 2005   | 416              | Deslizante                     |
| Dora e Botas ajudam um arco-íris envergonhado a brilhar pela primeira vez. |                                                                                   |                         |                  |                                |
| 93 | "O Bebê Caranguejo" "Baby Crab"                                                   | 25 de junho de 2007     | 417              | ASA                            |
| Dora e Botas ajudam um caranguejo bebê a voltar para a ilha dos caranguejos. |                                                                                   |                         |                  |                                |
| 94 | "Raposo, o aventureiro" "Swiper the Explorer"                                     | 22 de janeiro de 2005   | 418              | ASA                            |
| Raposo revela o seu lado bom quando ele ajuda a Dora e Botas a devolver uma bebê raposa para sua mãe. |                                                                                   |                         |                  |                                |
| 95 | "Peguem os Bebês" "Catch the Babies"                                              | 4 de abril de 2005      | 419              | ASA                            |
| Irmãos dos bebês de Dora estão a bordo de um carrinho de criança em fuga em direção ao gêiser grudento. Isso desperta a família de Dora em um flash e eles devem correr para salvar os bebês de serem mortos.                   |                                                                                   |                         |                  |                                |
| 96 | "Dora e Diego ao Resgate" "Dora and Diego to the Rescue"                          | 6 de setembro de 2005   | 420              | ASA                            |
| Botas é levado por sua pipa e Dora e Diego devem correr ao redor do mundo a fim de salvar Botas. |                                                                                   |                         |                  |                                |

## 5ª temporada (2008-2010)
| # | Título                                                                           | Data de estreia        | Cód. de produção |
| --- | -------------------------------------------------------------------------------- | ---------------------- | ---------------- |
| 97 | "Dora e a Caixa Surpresa" "Dora's Jack-in-the-Box"                               | 18 de setembro de 2008 | 501              |
| Dora encontrou o presente perfeito para seus bebês irmão e irmã, uma caixa surpresa. |                                                                                  |                        |                  |
| 98 | "A grande festa no parque" "Bark, Bark to Play Park!"                            | 25 de setembro de 2008 | 502              |
| É dia dos gêmeos, e Dora e Botas vão ao parquinho para reunir cãozinho de Dora, Puppy, com seu irmão gêmeo. |                                                                                  |                        |                  |
| 99 | "Dora Salva o Dia de Reis" "Dora Saves Three Kings Day"                          | 6 de janeiro de 2009   | 503              |
| Dora, Botas e Diego estão todos prontos para a festa do Dia de Reis. No entanto, Raposo assustou o elefante de Diego, camelo de Botas e cavalo de Dora assim que os três devem procurar seus animais respectivos a tempo para a festa do Dia de Reis. |                                                                                  |                        |                  |
| 100 | "As Flores Unicórnio de Isa" "Isa's Unicorn Flowers"                             | 17 de setembro de 2008 | 504              |
| Dora e Isa ajudam Unicorn, um unicórnio, a voltar para sua casa no final do arco-íris com algumas flores unicórnio do jardim de Isa. |                                                                                  |                        |                  |
| 101 | "A Grande Corrida de Benny" "Benny's Big Race"                                   | 16 de setembro de 2008 | 505              |
| Benny conserta seu kart para que ele possa terminar a corrida. Lá ele conheceu alguns outros pilotos que precisam de ajuda. |                                                                                  |                        |                  |
| 102 | "Primeiro Dia de Aula" "First Day of School"                                     | 7 de setembro de 2008  | 506              |
| Botas e Tico estão longe de seu primeiro dia de escola. Lá, Botas aprende inglês enquanto Tico aprende português. |                                                                                  |                        |                  |
| 103 | "O Desfile da Mochila" "The Backpack Parade"                                     | 15 de setembro de 2008 | 507              |
| Dora e Botas ajudam Mochila a chegar ao desfile da mochila, então ela pode levar o desfile e cantar sua canção, mas suas alergias fazem-la espirrar, fazendo-a cair todos os seus itens. |                                                                                  |                        |                  |
| 104 | "As Botas Pula-Pula" "Bouncy Boots"                                              | 18 de novembro de 2008 | 508              |
| Botas vai obter o seu par de botas de volta da sapataria, e fica botas pula-pula no lugar. |                                                                                  |                        |                  |
| 105 | "A Aventura Maia" "The Mayan Adventure"                                          | 17 de novembro de 2008 | 509              |
| Dora e Botas saltam em uma história para ajudar gêmeos a ganhar o jogo de bola maia. |                                                                                  |                        |                  |
| 106 | "Dora Salva os Três Porquinhos" "Dora Saves the Three Little Pigs"               | 5 de junho de 2009     | 510              |
| Dora, botas e Raposo salvam a fábula lendária dos Três Porquinhos. Eles também encontraram algumas figuras de contos de fadas que perderam seus itens também. |                                                                                  |                        |                  |
| 107 | "O Show de Mágica da Grande Galinha Vermelha" "The Big Red Chicken's Magic Show" | 19 de novembro de 2008 | 511              |
| Dora ajuda a Grande Galinha Vermelha a se preparar para o seu show de mágica. |                                                                                  |                        |                  |
| 108 | "O Tesouro de Benny" "Benny's Treasure"                                          | 19 de janeiro de 2009  | 512              |
| Dora, Botas e Benny precisam resgatar Mochila e Mapa, que estão indo para o lixão. |                                                                                  |                        |                  |
| 109 | "Super Bebês em Aventura dos Sonhos" "Super Babies' Dream Adventure"             | 30 de novembro de 2009 | 513              |
| Quando os super bebês tem uma soneca, Dora e Botas viajam para o Castelo dos Sonhos. Enquanto isso, a fada dos sonhos está dormindo e o Galo Dourado não pode acordá-la, por isso é até para os super bebês para resolver o problema. |                                                                                  |                        |                  |
| 110 | "Caça ao Tesouro Pirata" "Pirate Treasure Hunt"                                  | 6 de novembro de 2010  | 514              |
| Dora e Botas está procurando um tesouro com os seus amigos, os porcos piratas e sua filha, porquinha pirata. |                                                                                  |                        |                  |
| 111 | "Dora Ajuda o Wizzle no Aniversário" "Dora Helps the Birthday Wizzle"            | 21 de janeiro de 2010  | 515              |
| Dora e Botas resgatam uma varinha de pedidos especial para o Wizzle no aniversário. |                                                                                  |                        |                  |
| 112 | "Botas e o Pedido da Banana" "Boots' Banana Wish"                                | 1 de outubro de 2010   | 516              |
| Uma máquina de pedido faz bananas cair no Botas indefinidamente. Botas está contente por ter este tratamento especial, mas logo a máquina de pedidos é quebrada, e as bananas não param de cair! Então, Dora e Botas devem localizar outro na oficina de Roberto, o robô. Ao longo do caminho, Botas encontra vários problemas relacionados com bananas, então Dora deve ajudá-lo a resolver os problemas sem dizer "bananas". |                                                                                  |                        |                  |

## 6ª temporada (2010-2012)
| # | Título                                                                           | Data de estreia         | Cód. de produção |
| --- | -------------------------------------------------------------------------------- | ----------------------- | ---------------- |
| 113 | "Dora e a Aventura com Pegasus" "Dora's Pegaso Adventure"                        | 5 de novembro de 2010   | 601              |
| Dora e seus amigos precisam encontrar todas as constelações depois de uma chuva de meteoros assusta-los longe. |                                                                                  |                         |                  |
| 114 | "Feliz Aniversário, Super Bebês!" "Happy Birthday, Super Babies!"                | 15 de novembro de 2010  | 602              |
| Os Super Bebês precisam se juntar com Dora e Botas para recuperar os bolos de aniversário do urso pega bolo. |                                                                                  |                         |                  |
| 115 | "Vamos ao barbeiro com Dora" "Dora's Hair-Raising Adventure"                     | 16 de novembro de 2010  | 603              |
| Dora leva Botas a uma barbearia para cortar o cabelo antes de posar para uma foto para enviar para sua mãe. |                                                                                  |                         |                  |
| 116 | "Bebê Winky Volta para Casa" "Baby Winky Comes Home"                             | 17 de novembro de 2010  | 604              |
| Dora e Botas precisam ajudar um visitante espaço bebê chamado Winky voltar para a nave de sua família antes de retornar ao planeta roxo. |                                                                                  |                         |                  |
| 117 | "O Velho Rabugento Duende se Casa" "The Grumpy Old Troll Gets Married"           | 14 de fevereiro de 2011 | 605              |
| Velho Rabugento Duende vai se casar com sua namorada, Petúnia, mas se esquece de pegar os anéis de casamento da casa de sua avó. |                                                                                  |                         |                  |
| 118 | "Desfile de Halloween" "Halloween Parade"                                        | 24 de outubro de 2011   | 606              |
| Dora e Botas devem ajudar o monstrinho a encontrar o traje para que ele possa marchar no desfile de Halloween. |                                                                                  |                         |                  |
| 119 | "Férias" "Vacaciones"                                                            | 20 de maio de 2011      | 607              |
| Com seus lanches, lanterna e binóculos embalado de Dora, Dora e Botas está longe de um acampamento com Diego e Bebê Onça. |                                                                                  |                         |                  |
| 120 | "Dora na Terra dos Duendes" "Dora in Troll Land"                                 | 1 de julho de 2011      | 608              |
| Dora e seus amigos exploram a terra dos duendes, um lugar secreto onde o Velho Rabugento Duende vive. Neste tipo de dimensão, tudo rima. |                                                                                  |                         |                  |
| 121 | "Dora e o Show de Dança" "Dora's Dance Show"                                     | 14 de março de 2011     | 609              |
| Veja como Dora fica pronto para um recital especial de dança. No entanto, ela precisa de sapatilhas de dança e pato entregador traz suas aletas de mergulho em vez de sapatilhas de balé. Agora, Dora e Botas precisam encontrar as sapatilhas de dança antes do recital começar. Ao longo do caminho, Dora ensina seus amigos como dançar durante uma pequena situação para mostrar que a dança faz você se sentir bem. |                                                                                  |                         |                  |
| 122 | "Primeira Bicicleta de Botas" "Boots' First Bike"                                | 8 de abril de 2011      | 610              |
| É um grande dia de estreias quando Botas recebe sua primeira bicicleta da loja de bicicletas. |                                                                                  |                         |                  |
| 123 | "A Varinha Mágica da Grande Galinha Vermelha" "The Big Red Chicken's Magic Wand" | 31 de janeiro de 2012   | 611              |
| A Grande Galinha Vermelha está fazendo truques de mágica e para o seu primeiro truque, ele transforma Botas em uma galinha. Quando ele tenta transformá-lo de volta em um macaco, ele solta um grande espirro que impulsiona a varinha mágica na terra da magia. Dora e amigos partem em uma jornada cheia de magia, a fim de obter a varinha consertada para que Botas possa se tornar um macaco novamente. |                                                                                  |                         |                  |
| 124 | "A aventura de Pepe na escola" "Pepe's School Day Adventure"                     | 9 de setembro de 2011   | 612              |
| Dora tenta ajudar Pepe o porco a ganhar uma festa da pipoca na escola. |                                                                                  |                         |                  |
| 125 | "A Aventura de Cavalaria de Dora" "Dora's Knighthood Adventure"                  | 3 de fevereiro de 2012  | 613              |
| Botas adora ouvir histórias sobre os cavaleiros que vão em aventuras heróicas e Don Quixote (Andy Garcia) diz Dora e Botas que qualquer um pode ser um cavaleiro, desde que ajudar os outros. Botas adoraria ser um cavaleiro e assim que seus amigos Rocinante o cavalo e Dapple o burro, mas eles precisam de alguém para resgatar. Dora tira sua luneta e eles descobrem uma princesa clamando por ajuda do Jardim Real. Dora, Botas, Rocinante e o ruço estabelecido atravessam o palco de marionetes, passa pelo carrossel de Tico para chegar ao Jardim Real e salvar a princesa, que está preso perto de uma fonte e seu gato preso em uma árvore. |                                                                                  |                         |                  |
| 126 | "Coisas Favoritas do Raposo" "Swiper's Favorite Things"                          | 1 de fevereiro de 2012  | 614              |
| Raposo é a embalagem todas as suas coisas favoritas para uma festa do pijama na casa de sua avó - seu tronco pijama, seu livro cãozinho favorito, e seu coelho engraçado muito especial. Assim como ele está prestes a sair, uma grande rajada de vento vem e sopra tudo fora! Dora, Botas e Raposo viajam para o lago crocodilo, atravessam as árvores atrapalhadas e chegam ao Monte Blueberry para fazer as coisas favoritas do Raposo de volta. |                                                                                  |                         |                  |

## 7ª temporada (2012-2013)
| # | Título                                                                                 | Data de estreia        | Cód. de produção |
| --- | -------------------------------------------------------------------------------------- | ---------------------- | ---------------- |
| 127 | "A Aventura da Páscoa de Dora" "Dora's Easter Adventure"                               | 2 de abril de 2012     | 701              |
| Dora e Botas atendem o coelhinho da Páscoa, que está disfarçado como coelho Hip-Hop e só fala em rap. Raposo pegou a cesta do coelho Hip-Hop Bunny, para que o trio deve obtê-lo de volta a tempo para a festa da páscoa.             |                                                                                        |                        |                  |
| 128 | "Uma Fita para Pony" "A Ribbon for Pinto"                                              | 2 de fevereiro de 2012 | 702              |
| Dora, Botas e Pony estão indo para o grande show de cavalos, mas o trem quebra no caminho. |                                                                                        |                        |                  |
| 129 | "Benny, o Náufrago" "Benny the Castaway"                                               | 17 de outubro de 2012  | 703              |
| Benny fica preso em uma ilha deserta louca, Dora e Botas precisam salvá-lo. |                                                                                        |                        |                  |
| 130 | "Feliz Dia dos Pais" "Feliz Dia De Los Padres"                                         | 22 de junho de 2012    | 704              |
| Dora faz uma pipa para seu pai no dia dos pais, e deve recuperá-lo quando ele fica deslumbrado. |                                                                                        |                        |                  |
| 131 | "A Aventura Fantástica de Ginástica de Dora" "Dora's Fantastic Gymnastics Adventure"   | 13 de agosto de 2012   | 705              |
| Dora e Botas está praticando para o show fantástico de ginástica quando Dora recebe uma entrega especial, uma fita bonita do arco-íris. Mas Raposo veio e pegou a fita, Dora e Botas devem obter a fita de volta a tempo para o show. |                                                                                        |                        |                  |
| 132 | "Dora e a Aventura à Luz da Lua" "Dora's Moonlight Adventure"                          | 14 de setembro de 2012 | 706              |
| Dora cuida de alguns gatinhos da Grandma, mas eles estão faltando. |                                                                                        |                        |                  |
| 133 | "Grande Surpresa de Puppy" "Perrito's Big Surprise"                                    | 15 de outubro de 2012  | 707              |
| Há uma surpresa esperando por Puppy o cão, mas Raposo quer pegar o presente! Será que Dora é capaz de vencer Raposo na colina da surpresa?                                                                                            |                                                                                        |                        |                  |
| 134 | "Dora e o Desfile do Dia de Ação de Graças" "Dora's Thanksgiving Day Parade"           | 19 de novembro de 2012 | 708              |
| Dora e Botas correm para obter flutuador de Dora de volta ao desfile do Dia de Ação de Graças, quando os porcos piratas causam-lhe a voar para longe.                                                                                 |                                                                                        |                        |                  |
| 135 | "Dia da Consulta" "Check Up Day"                                                       | 14 de novembro de 2012 | 709              |
| Dora está no consultório médico para a sua consulta anual. Lá, ela conhece alguns animais que estão doentes e descobre que recebendo um tiro não é tão ruim quanto parece.                                                            |                                                                                        |                        |                  |
| 136 | "Pequeno Mapa" "Little Map"                                                            | 15 de novembro de 2012 | 710              |
| Mapa mostra seu sobrinho, Pequeno Mapa, como tirar fotos e fazer um mapa do tesouro, fazendo com que Dora e Botas vão em uma caça ao tesouro dos seus próprios.                                                                       |                                                                                        |                        |                  |
| 137 | "Grande Show de Música do Bebê Bongo" "Baby Bongo's Big Music Show"                    | 17 de outubro de 2012  | 711              |
| Dora e Botas ajudam o pequeno tambor Bongo a chegar ao seu primeiro show. |                                                                                        |                        |                  |
| 138 | "Feira de Ciências da Escola" "School Science Fair"                                    | 7 de setembro de 2012  | 712              |
| Dora e Emma estão indo para a feira de ciências da escola com os novos amigos. |                                                                                        |                        |                  |
| 139 | "Dora e o Resgate no Reino das Sereias" "Dora's Rescue in Mermaid Kingdom"             | 10 de julho de 2012    | 713              |
| Dora e Botas se transformam em criaturas do mar para ajudar a sereia perdida a retornar a sua mãe. |                                                                                        |                        |                  |
| 140 | "Vamos pintar" "Vamos a Pintar!"                                                       | 13 de novembro de 2012 | 714              |
| Dora e Botas tem que trazer o seu pincel especial para ajudar o seu amigo pintor no estúdio de arte. |                                                                                        |                        |                  |
| 141 | "Dora Canta!" "Dora Rocks!"                                                            | 14 de janeiro de 2013  | 715              |
| Dora e Botas tem que chegar à fazenda de Benny para que eles possam usar o microfone de Dora a convidar os seus amigos para uma festa de cantar junto.                                                                                |                                                                                        |                        |                  |
| 142 | "O Baile das Borboletas" "The Butterfly Ball"                                          | 16 de janeiro de 2013  | 716              |
| Dora e Botas devem ajudar o seu amigo da borboleta participar do baile das borboletas. |                                                                                        |                        |                  |
| 143 | "Dora e Diego em o Incrível Circo de Animais" "Dora and Diego's Amazing Animal Circus" | 16 de outubro de 2012  | 717              |
| Botas e Bebê Onça estão tendo um animal de circo, e Dora e Diego correm para chegar lá. |                                                                                        |                        |                  |
| 144 | "Exploradores de Livros" "Book Explorers"                                              | 26 de novembro de 2012 | 718              |
| Dora e Botas visitam a biblioteca, onde eles saltam para livros, conhecem personagens de livros, e ajudam-los a encontrar seus itens perdidos.                                                                                        |                                                                                        |                        |                  |

## 8ª temporada (2013-2015)
| # | Título                                                                              | Data de estreia        | Cód. de produção |
| --- | ----------------------------------------------------------------------------------- | ---------------------- | ---------------- |
| 145 | "A Grande Partida de Futebol de Dora" "Dora's Super Soccer Showdown"                | 5 de junho de 2014     | 801              |
| Dora viaja ao Brasil para jogar na Grande Copa de Futebol contra uma equipe de monstros jogadores de futebol. |                                                                                     |                        |                  |
| 146 | "Grande Quantidade de Cãezinhos" "Puppies Galore"                                   | 20 de março de 2013    | 802              |
| Dora e seus amigos acompanhar um bando de cãezinhos para resgatar um cão jovem chamado Botinhas. |                                                                                     |                        |                  |
| 147 | "Pegue o Trem de Formas" "Catch That Shape Train"                                   | 3 de junho de 2013     | 803              |
| Dora e Botas fazem um trem fora de formas no livro de adesivos do Botas, e eles saltam para o livro de adesivos para recuperar o volante esquecido diante dos chefes de trem para a curva final dos trilhos. |                                                                                     |                        |                  |
| 148 | "Festa de Aniversário de Green" "Verde's Birthday Party"                            | 30 de setembro de 2013 | 804              |
| Dora, Botas e Green, o caminhão de limpeza, devem limpar uma inundação no parque de festa a tempo para a festa de aniversário de Green. |                                                                                     |                        |                  |
| 149 | "Dora e Puppy ao Resgate" "Dora and Perrito to the Rescue"                          | 18 de março de 2013    | 805              |
| Dora e seu cão correm para o rio para salvar Botas. |                                                                                     |                        |                  |
| 150 | "Passeio na Montanha Russa de Pedra" "Riding the Roller Coaster Rocks"              | 24 de janeiro de 2014  | 806              |
| Dora, Botas e Grandma estão explorando a floresta, olhando para a porta secreta para a aventura da floresta! É um parque de diversões floresta mágica que Abuela utilizado para ir para quando ela era uma menina! Ela adorava montar seu passeio favorito, a montanha russa de pedra. Abuela sempre sonhou de montar na montanha russa de pedra mais uma vez. Dora, Botas e Grandma estão passando pela aventura da floresta, passeando nos copos de chá, passeando de madeira e balançando nas árvores como eles fazem seu caminho para as rochas da montanha russa! |                                                                                     |                        |                  |
| 151 | "Luvas nos Gatinhos" "Kittens in Mittens"                                           | 5 de junho de 2013     | 807              |
| Dora lê "Os Três Gatinhos" e o novo gato da Grandma, Lucky, e salta para o livro de rimas para ajudar os três gatinhos pequenos encontrar suas luvas fora do lugar. |                                                                                     |                        |                  |
| 152 | "A Grande Aventura de Patinação de Dora" "Dora's Great Roller Skate Adventure"      | 22 de setembro de 2013 | 808              |
| Dora e Botas ajudam seus patins mágicos a se levantar para um valentão, a fim de abrir o parque de patinação a todos. |                                                                                     |                        |                  |
| 153 | "Dora e Brilhante em Aventura de Cavalgada" "Dora and Sparky's Riding Adventure"    | 2 de outubro de 2013   | 809              |
| Dora ajuda Brilhante o cavalo se sentir melhor, e depois leva-lo para uma cavalgada antes dele voltar para o celeiro. |                                                                                     |                        |                  |
| 154 | "Dora e a Aventura da Festa do Pijama no Museu" "Dora's Museum Sleepover Adventure" | 27 de março de 2014    | 810              |
| Dora traz uma capa mágica para o castelo do príncipe para quebrar um feitiço. |                                                                                     |                        |                  |
| 155 | "Dora e o Show de Patinação no Gelo" "Dora's Ice Skating Spectacular"               | 25 de novembro de 2013 | 811              |
| Dora e Botas devem ajudar a Princesa da Neve a derrotar a Bruxa do Gelo em um show de patinação, a fim de recuperar patins de todos. |                                                                                     |                        |                  |
| 156 | "Dora e o Show de Talentos da Floresta Tropical" "Dora's Rainforest Talent Show"    | 28 de outubro de 2013  | 812              |
| Dora e Botas devem resgatar Benny para que ele possa contar piadas no show de talentos da floresta tropical. |                                                                                     |                        |                  |
| 157 | "Dora e Diego no Tempo dos Dinossauros" "Dora and Diego in the Time of Dinosaurs"   | 30 de outubro de 2013  | 813              |
| Dora e Diego viajam de volta aos tempos pré-históricos e vão em uma aventura com dinossauros para encontrar Bebê Onça. |                                                                                     |                        |                  |
| 158 | "Dora e a Ursa Muito Sonolenta" "Dora and the Very Sleepy Bear"                     | 6 de abril de 2015     | 814              |
| Dora e Botas tentam manter a Bebê Ursa muito sonolenta acordada com tempo suficiente para levá-la para casa para sua soneca de inverno. |                                                                                     |                        |                  |
| 159 | "Vamos à Escola de Música" "Let's Go to Music School"                               | 7 de abril de 2015     | 815              |
| Dora, Emma e Kate ajudam Gus o ônibus a levar todos os instrumentos para as crianças na Escola de Música. |                                                                                     |                        |                  |
| 160 | "Dora e Botas Ajudam a Fada Madrinha" "Dora and Boots Help the Fairy Godmother"     | 8 de abril de 2015     | 816              |
| Dora e Botas precisam ajudar a Fada Madrinha a consertar sua varinha mágica, para que ela possa obter o seu cãozinho de volta! |                                                                                     |                        |                  |
| 161 | "Dora e a Aventura com Little Animals" "Dora's Animalito Adventure"                 | 9 de abril de 2015     | 817              |
| Dora, Botas e Diego partem para resgatar seus amigos little animals coelho, tartaruga e borboleta e trazê-los de volta para casa na sua árvore copal. |                                                                                     |                        |                  |
| 162 | "Dora e a Aventura da Luz Noturna" "Dora's Night Light Adventure"                   | 10 de abril de 2015    | 818              |
| Dora e Botas correm para levar luz noturna de Dora à biblioteca antes que fique muito escuro para o momento especial da história dos pintinhos. |                                                                                     |                        |                  |

## Episódios especiais
| # | Título                                                                            | Data de estreia        | Temporada | Cód. de produção | Estrela aventureira |
| --- | --------------------------------------------------------------------------------- | ---------------------- | --------- | ---------------- | ------------------- |
| 163 | "A Aventura Pirata de Dora" "Dora's Pirate Adventure"                             | 27 de janeiro de 2004  | 3         | 999              | Herói               |
| Dora e seus amigos estão prestes a apresentar uma peça musical sobre piratas para platéia de amigos e parentes. Quando os porcos piratas roubam a caixa de tesouro com todas as roupas dentro, Dora parte para cruzar o que é, literalmente, os sete mares e passar debaixo da ponte cantante, a fim de chegar a ilha do tesouro e recuperar as fantasias. |                                                                                   |                        |           |                  |                     |
| 164 | "A Aventura de Dora nos Contos de Fada" "Dora's Fairytale Adventure"              | 24 de setembro de 2004 | 4         | 998              | Fada                |
| Dora e Botas estão brincando em um lugar mágico onde as personagens dos contos de fadas vivem: Terra dos Contos de Fada! Mas quando uma bruxa média lança um feitiço sobre Botas, ele cai em um sono profundo. A única maneira de quebrar o feitiço do Botas adormecido é obter um abraço de uma verdadeira princesa. Pode Dora se tornar uma princesa e salvar Botas? |                                                                                   |                        |           |                  |                     |
| 165 | "Dançando para Resgatar" "Dance to the Rescue"                                    | 11 de outubro de 2005  | 4         | 997              | ASA                 |
| Dora e Botas tentam resgatar Raposo de uma garrafa mágica. |                                                                                   |                        |           |                  |                     |
| 166 | "Dora Dá a Volta ao Mundo" "Dora's World Adventure"                               | 16 de novembro de 2006 | 4         | 996              | ASA                 |
| Neste episódio duplo, Dora e seus amigos estão animados para comemorar Dia da Amizade. Eles correm em um problema, porém, quando eles percebem que Raposo pegou todas as pulseiras da amizade de todo o mundo. As pulseiras não vão brilhar, a menos que todos, de cada um dos países em todo o mundo tenha, por isso, Dora se oferece para ajudar Raposo a dar-lhes de volta. Ao longo do caminho, eles encontram alguns dos amigos de Dora em todo o mundo. |                                                                                   |                        |           |                  |                     |
| 167 | "Dora Salva as Sereias" "Dora Saves the Mermaids"                                 | 5 de novembro de 2007  | 4         | 995              | ASA                 |
| Dora e Botas estabelecem para ajudar a Mariana a sereia a recuperar a coroa mágica para ajudar a desejar o reino das sereias a ser limpo novamente e parar um polvo mal de despejar lixo nele. |                                                                                   |                        |           |                  |                     |
| 168 | "Dora Salva a Princesa da Neve" "Dora Saves the Snow Princess"                    | 3 de novembro de 2008  | 5         | 994              | ASA                 |
| Sabrina, a princesa da neve teve seu cristal mágico roubado por uma bruxa má que tenha bloqueado-la em uma torre na esperança de que toda a neve na floresta vai derreter. Dora, Botas e o elfo da neve estabelecem para resgatar a princesa da neve e evitar a neve de derretimento. |                                                                                   |                        |           |                  |                     |
| 169 | "Dora Salva o Reino de Cristal" "Dora Saves the Crystal Kingdom"                  | 1 de novembro de 2009  | 5         | 993              | ASA                 |
| Dora e Botas deve ajudar uma menina a salvar seu reino quando a cor é drenada com a ajuda da Princesa da Neve. |                                                                                   |                        |           |                  |                     |
| 170 | "A Aventura de Dora no Conto de Natal" "Dora's Christmas Carol Adventure"         | 6 de dezembro de 2009  | 5         | 992              | ASA                 |
| Quando Raposo tenta roubar a estrela de Natal da festa de Nochebuena de Dora, ele pousa na lista impertinente do Papai Noel. Quando Dora tenta pedir Papai Noel outra chance para Raposo para sair da lista impertinente, ele não concorda - mas só se Raposo aprende o verdadeiro significado de Natal. |                                                                                   |                        |           |                  |                     |
| 171 | "A Grande Aventura de Aniversário de Dora" "Dora's Big Birthday Adventure"        | 15 de agosto de 2010   | 5         | 991              | ASA                 |
| Ajuda Dora e Botas a voltar para casa a tempo para a festa de aniversário de Dora. |                                                                                   |                        |           |                  |                     |
| 172 | "As Aventuras de Dora na Floresta Encantada" "Dora's Enchanted Forest Adventures" | 20 de novembro de 2011 | 6         | 990              | ASA                 |
| Parte 1 - O Conto do Rei Unicórnio (The Tale of the Unicorn King): Unicorn foi escolhido para ser rei da floresta, por isso, Dora e Botas ajuda Unicorn a chegar ao seu castelo. Parte 2 - O Segredo da Atlântida (The Secret of Atlantis): Dora, Diego, Botas e Rei Unicorn deixam a floresta encantada para terminar uma rixa antiga entre os unicórnios e dragões e salvar o continente perdido da Atlântida. Enquanto isso, uma coruja ganancioso é dada a oportunidade de agir como rei e vigiar a floresta. Parte 3 - Dora Salva o Rei Unicorn (Dora Saves King Unicornio): Floresta encantada está em grave perigo como coruja usurpou a posição de Unicorn como rei e Unicorn preso. Dora e Botas devem se aventurar na floresta para resgatar Unicorn e ensinar coruja uma lição. |                                                                                   |                        |           |                  |                     |
| 173 | "Dora e o Resgate Real" "Dora's Royal Rescue"                                     | 5 de novembro de 2012  | 6         | 989              | ASA                 |
| Dora e Botas se tornam um cavaleiro da senhora e um escudeiro e ajudam um cavalo nobre na economia de Don Quixote, que foi capturado por um assistente vil e está sendo realizada em uma biblioteca abandonada. |                                                                                   |                        |           |                  |                     |
| 174 | "Dora no País das Maravilhas" "Dora in Wonderland"                                | 10 de março de 2014    | 7         | 988              | ASA                 |
| Quando os gatinhos de Dora correm atravessando um espelho mágico, Dora e Botas acaba no País das Maravilhas. |                                                                                   |                        |           |                  |                     |
| 175 | "Dora Salva a Terra dos Contos de Fada" "Dora Saves Fairytale Land"               | 2 de junho de 2015     | 8         | 987              | ASA                 |
| Dora e Botas retornam à Terra dos Contos de Fada para ajudar o rei e a rainha, quando a Terra dos Contos de Fada estava perdendo a magia. Para salvar a parede de tijolo de Ivy, eles precisavam obter água mágica, o único problema é cercado por todas as más personagens de contos de fadas. Será que Dora e Botas salvarão a Terra dos Contos de Fada? |                                                                                   |                        |           |                  |                     |

## Ver Também
- Dora the Explorer